# Remissionsgrad
Der Remissionsgrad ist das Verhältnis der von einer Oberfläche remittierten Leuchtdichte in Messrichtung zur Leuchtdichte einer Oberfläche in Referenzweiß.
Der Remissionsgrad besitzt als Quotient Werte zwischen null (Schwarz) und eins (weiß) und wird üblicherweise in Prozent angegeben. Als Referenzweiß wird eine ideal weiße und ideal matte Oberfläche benutzt. 
Falls die remittierende Fläche fluoresziert oder phosphoresziert, wie etwa bei Tagesleuchtfarben, kann je nach Beleuchtungsbedingungen zusätzlich noch emittiertes Licht mitgemessen werden, der Remissionsgrad ist dann größer als 100 %. Für Rhodamin G kann man so (bei hohem UV-Anteil in der Beleuchtung) bis zu 283 % erreichen.
Die Remission über den gesamten Bereich des sichtbaren Lichtes hängt naturgemäß von der Lichtart ab, genauer gesagt von der Wellenlänge. Für die Farbmessung ist deshalb jeweils die wellenlängenabhängige Größe β(λ) zu setzen. Durch Summierung (exakter durch Integration) kann man so die für den Farbort benötigten Messwerte berechnen.
Als materielles Referenzweiß dienen kalibrierte Flächen von Bariumsulfat oder besonders präparierte, gefüllte PTFE-Standards. Das vormals benutzte Magnesiumoxid besitzt gegenüber dem idealen Weiß einen Abfall zum UV hin, der die Messergebnisse beeinflussen kann. Idealerweise hat der reale, materielle Weißstandard (das Referenzweiß) eine über den Messbereich gleichbleibende Eigenabsorption.
Zum Erreichen einer guten Linearität des Messbereichs kommen zusätzlich auch Schwarzstandards (schwarzer Samt, schwarz ausgekleideter Hohlkörper) zum Einsatz. Für genaue Messaufgaben benutzt man kalibrierte Standards, auch kalibrierte Graustandards. Die besondere Messeinrichtung, um Reflexion (Glanz) auszuschließen, ist die Ulbrichtsche Kugel, in der die Strahlung diffus verteilt wird. Die Innenfläche ist mit Bariumsulfat ausgekleidet, sodass eine Gleichmäßigkeit über den Bereich der sichtbaren Strahlung erreicht wird. Die Beleuchtung kann dabei diffus sein, oder es wird die diffuse Lichtmenge gemessen.
Der Remissionsgrad wird häufig mit dem Reflexionsgrad verwechselt. Der Remissionsgrad bezieht sich immer auf eine ideal matte Referenzfläche. 
Bei der Durchlichtmessung für Filter oder Küvetten benutzt man als vergleichbare Größe den Transmissionsgrad τ(λ), der nach dem Lambert-Beerschen Gesetz ebenfalls wellenlängenabhängig ist. Analog zum Remissionsgrad wird hier der farbige lichtfilternde Effekt gegen einen nichtfilternden Effekt gemessen (Kolorimetrie).